# Медікус
Медікус — львівський український музичний джазовий гурт.

## Історія створення
Побувавши на фестивалі молоді і студентів у Москві (1957), де виступали джазові колективи, Ігор Хома запалився ідеєю організувати свій ансамбль, що і було зроблено після повернення до Львова. Спершу його колектив мав назву «Ритм». Він став першим після Другої світової війни українським джазовим оркестром у Львові.
Професор кафедри фортепіано ЛНМА ім. М.Лисенка Марія Крих згадує: «На початку 50-х років, коли ми були студентами, й мови не могло бути про якийсь джаз, але вже були такі фільми, як „Серенада сонячної долини“, з прекрасними джазовими мелодіями, і студенти консерваторії намагалися імпровізувати на подібні теми… Одного разу до мене зателефонував Ігор Хома і попросив дозволу прийти і порадитися в справі джазу… Я звела Ігоря з Боровським та Михайлом Лерманом, і вони навчили його основ джазу. Ближче до 60-х приїхав Мирослав Скорик — і в консерваторії з'явився джаз: багато хто пам'ятає Любу Чайківську, яка співала «Не топчіть конвалій» і «Намалюй мені ніч». І одночасно з'явився джаз у медінституті. Хоч у
«Медікусі» зібралися непрофесійні музиканти, але вони були надзвичайно талановитими і дуже любили свою справу».
Починав «Ритм» концертом у круглому залі на III поверсі Порохової вежі. На початку 60-х років рідкісні концерти ансамблю у місті завжди відбувалися з аншлагами, ведучим усіх програм джаз-бенду був студент театральної студії при Львівському театрі імені Марії Заньковецької Богдан Ступка.
Ігор Хома чітко поставив завдання — вивести свій ансамбль на орбіту міжнародного джазу. І вже 1960 року «Ритм» уперше презентував український джаз в Тарту (Естонія) на IV-му фестивалі джазової музики.
«…Вже тоді, на самому початку, ми взялися за застосування для джазової інтерпретації деяких українських народних пісень і танців. Наприклад, вже у 1959 році ми виконували чисто інструментальну п'єсу „Взяв би я бандуру“ на два саксофони і секцію ритмічну. Так що відразу цей ансамбль зазвучав цілком незвично…» — Ігор Хома (1980).
У 1965 р. «Ритм» перейменували на «Медікус» («Медик» з латинської).
Джаз-оркестр І. Хоми був єдиним українським колективом на міжнародних фестивалях у Таллінні (1965, 66, 67), де збиралися корифеї джазової музики: Г. Гаранян, К. Бахолдін, Р. Паулс, З. Намисловський, Ч.  Ллойд, О. Ільїн, О. Зубов тощо. Тісні творчі стосунки єднали І. Хому із трубачем О. Козловим, теоретиком джазу О. Баташовим та ін.
З 1971 року частина учасників «Медікуса» брала участь у вокально-інструментальному ансамблі (ВІА) «Арніка».
Ансамбль «Медікус» брав участь у таких джазових фестивалях: «Юність-1973» (Дніпропетровськ), де здобув II премію, «Джаз над Одрою-1972» (Вроцлав), «Меморіал Кшиштофа Комеди-1977» (Варшава). Львівська студія телебачення за композиціями І. Хоми створила перший український музичний фільм «Залицяльники» (1968).
У 1975 і 1976 р. «Медікус» записав платівки на фірмі звукозапису «Мелодія», а також зробив записи на студіях «Радіо Варшава», «Радіо Берлін», «Радіо Вроцлав».
На початку 70-х одним із солістів «Медікусу» став студент-медик Олег Дорош. Після вбивства Володимира Івасюка в 1979 році у Львові погіршились умови для музичної творчості. Ансамбль скоротився до мінімального складу — клавішні, ударні, саксофон, бас-гітара і двоє солістів (Леся Боровець та О. Дорош). Останній концерт ансамблю «Медікус» під керівництвом Ігоря Хоми відбувся у Львівській опері 1981 року.
Статті про «Медікус» з'являлися в таких поважних музичних виданнях, як варшавський Jazz (1969, 1971, 1977) та берлінський Melodik und Rhythmus (1967, 1968).

## Сьогодення
Склад «Медікуса» постійно змінювався — від квінтету до біг-бенду.
Від 1994 року «Медікус» грав у стилі диксиленду, а до його сталого складу ввійшли: керівник оркестру Володимир Кіт (труба), Ярема Камінський (кларнет), Євген Прокіп (тромбон), Орест Довганик (тенор-саксофон), Мирослав Цюпак (банджо і вокал). Ритм-секція складалася з Андрія Цегельського (контрабас) та Івана Господарця (ударні).

## Дискографія
Випущено 5 компакт-дисків (3 джазових та 2 пісенних).
- 2008: «Ігор Хома. Український джаз»
- 2009: «Ігор Хома. Оркестр „Ритм“»
- 2009: «Ігор Хома. Пісні»
- 2009: «Ігор Хома. Ансамбль „Медікус“»